# Puygaillard-de-Quercy
Puygaillard-de-Quercy est une commune française située dans l'est du département de Tarn-et-Garonne, en région Occitanie.
Sur le plan historique et culturel, la commune est dans le Pays Montalbanais, correspondant à la partie méridionale du Quercy.
Exposée à un climat océanique altéré, elle est drainée par le ruisseau du Gouyré et par divers autres petits cours d'eau. La commune possède un patrimoine naturel remarquable :  un espace protégé (« le Gouyre ») et trois zones naturelles d'intérêt écologique, faunistique et floristique.
Puygaillard-de-Quercy est une commune rurale qui compte 379 habitants en 2022.  Elle fait partie de l'aire d'attraction de Montauban. Ses habitants sont appelés les Puygaillardais ou  Puygaillardaises.

## Géographie

### Localisation
Commune située dans le Quercy à l'est de Montauban, limitrophe du département du Tarn.

### Communes limitrophes
Les communes limitrophes sont Larroque, Puycelsi, Bruniquel, Monclar-de-Quercy, Vaïssac et Nègrepelisse.
|                   | Nègrepelisse (par un quadripoint) |                 |
| Vaïssac           | Puygaillard-de-Quercy             | Bruniquel       |
| Monclar-de-Quercy | Puycelsi (Tarn)                   | Larroque (Tarn) |

### Hydrographie

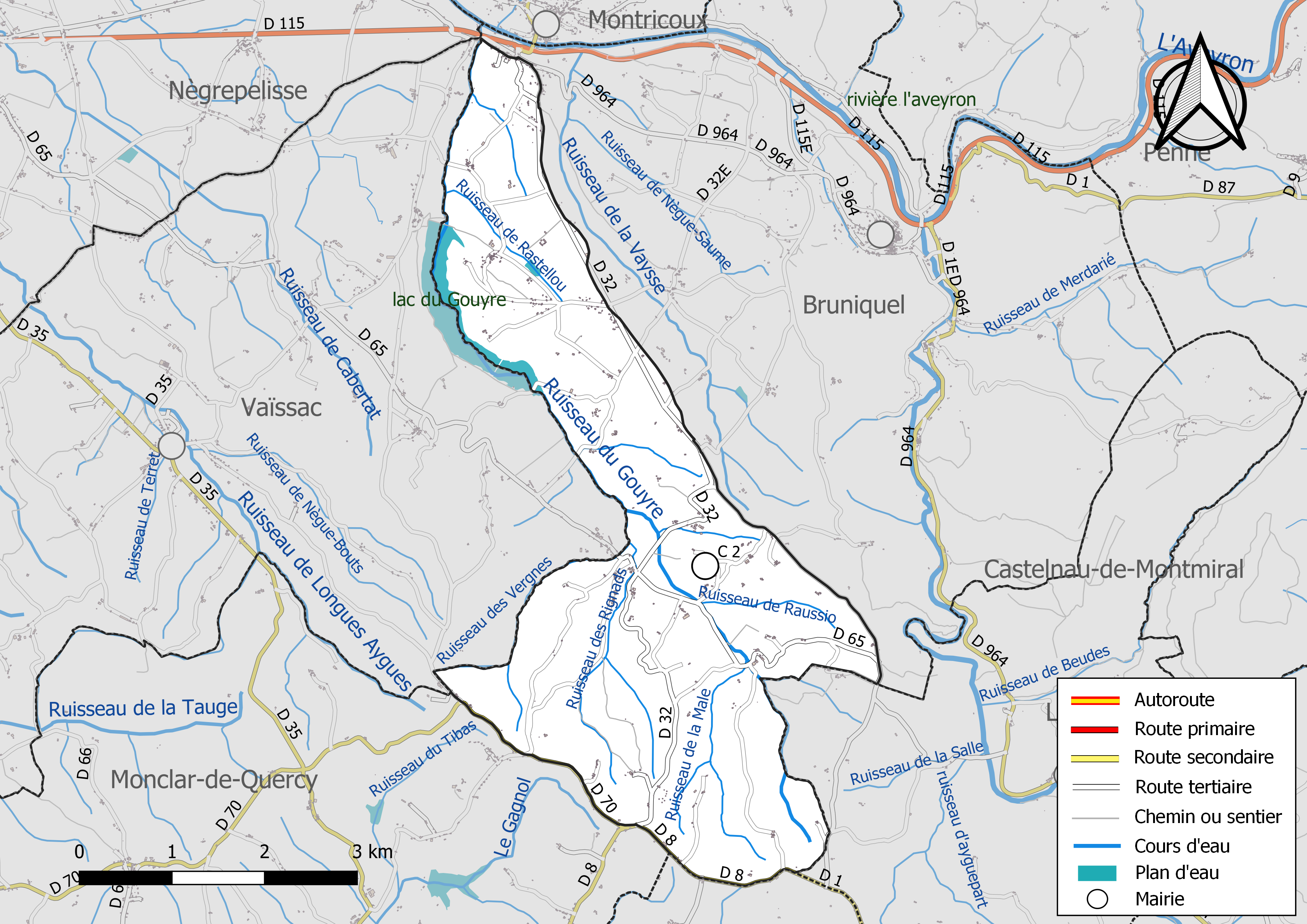
Réseaux hydrographique et routier de Puygaillard-de-Quercy.

La commune est dans le bassin versant de la Garonne, au sein du bassin hydrographique Adour-Garonne. Elle est drainée par le ruisseau du Gouyré, le ruisseau de Fontauzy, le ruisseau de la Male, le ruisseau de Las Vergnes, le ruisseau de Rastellou, le ruisseau de Raussio, le ruisseau des Rignads, le ruisseau des Vergnes et par divers petits cours d'eau, constituant un réseau hydrographique de 27 km de longueur totale,.
Le ruisseau du Gouyré, d'une longueur totale de 10,9 km, prend sa source dans la commune et s'écoule du sud-est vers le nord-ouest. Il traverse la commune et se jette dans l'Aveyron à Nègrepelisse, après avoir traversé 4 communes.

### Climat
Pour des articles plus généraux, voir Climat de l'Occitanie et Climat de Tarn-et-Garonne.
En 2010, le climat de la commune est de type climat du Bassin du Sud-Ouest, selon une étude du Centre national de la recherche scientifique s'appuyant sur une série de données couvrant la période 1971-2000. En 2020, Météo-France publie une typologie des climats de la France métropolitaine dans laquelle la commune est exposée à un climat océanique altéré et est dans la région climatique Aquitaine, Gascogne, caractérisée par une pluviométrie abondante au printemps, modérée en automne, un faible ensoleillement au printemps, un été chaud (19,5 °C), des vents faibles, des brouillards fréquents en automne et en hiver et des orages fréquents en été (15 à 20 jours).
Pour la période 1971-2000, la température annuelle moyenne est de 13 °C, avec une amplitude thermique annuelle de 16 °C. Le cumul annuel moyen de précipitations est de 821 mm, avec 9,2 jours de précipitations en janvier et 5,9 jours en juillet. Pour la période 1991-2020, la température moyenne annuelle observée sur la station météorologique de Météo-France la plus proche, « Puycelsi », sur la commune de Puycelsi à 6 km à vol d'oiseau, est de 13,2 °C et le cumul annuel moyen de précipitations est de 740,4 mm. 
La température maximale relevée sur cette station est de 41,9 °C, atteinte le 24 août 2023 ; la température minimale est de −11,7 °C, atteinte le 8 février 2012,,.
Les paramètres climatiques de la commune ont été estimés pour le milieu du siècle (2041-2070) selon différents scénarios d'émission de gaz à effet de serre à partir des nouvelles projections climatiques de référence DRIAS-2020. Ils sont consultables sur un site dédié publié par Météo-France en novembre 2022.

### Milieux naturels et biodiversité

#### Espaces protégés
La protection réglementaire est le mode d’intervention le plus fort pour préserver des espaces naturels remarquables et leur biodiversité associée,.
Un  espace protégé est présent sur la commune : 
« le Gouyre », objet d'un arrêté de protection de biotope, d'une superficie de 211 ha.

#### Zones naturelles d'intérêt écologique, faunistique et floristique
L’inventaire des zones naturelles d'intérêt écologique, faunistique et floristique (ZNIEFF) a pour objectif de réaliser une couverture des zones les plus intéressantes sur le plan écologique, essentiellement dans la perspective d’améliorer la connaissance du patrimoine naturel national et de fournir aux différents décideurs un outil d’aide à la prise en compte de l’environnement dans l’aménagement du territoire.
Une ZNIEFF de type 1 est recensée sur la commune :
la « vallée du lac du Gouyre » (336 ha), couvrant 4 communes du département et deux ZNIEFF de type 2, : 
- la « forêt de Grésigne et environs » (18 733 ha), couvrant 21 communes dont 17 dans le Tarn et quatre dans le Tarn-et-Garonne[17] ;
- la « vallée de l' Aveyron » (14 644 ha), couvrant 68 communes dont 41 dans l'Aveyron, cinq dans le Tarn et 22 dans le Tarn-et-Garonne[18].

Carte des ZNIEFF de type 1 et 2 à Puygaillard-de-Quercy.
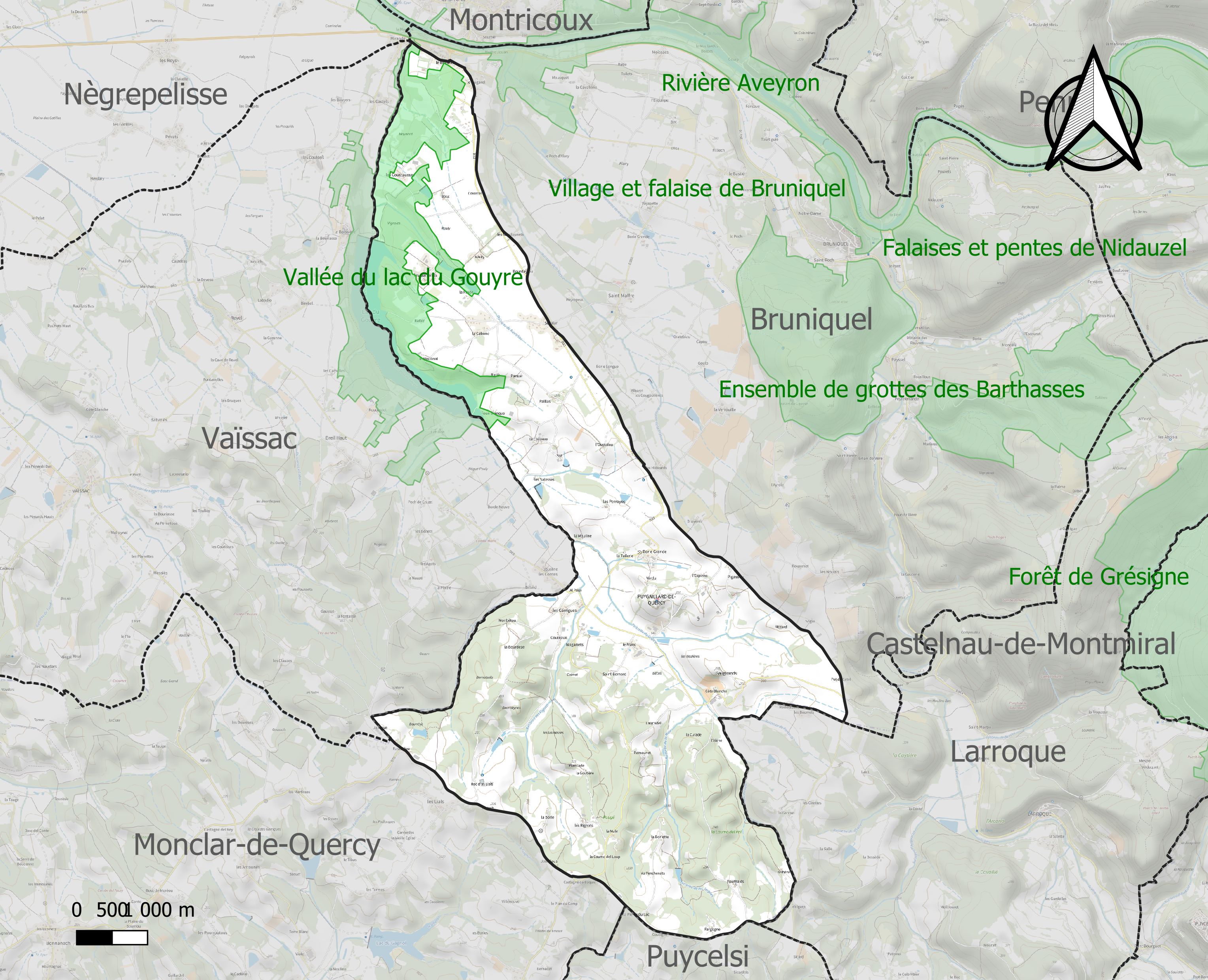
Carte de la ZNIEFF de type 1 sur la commune.
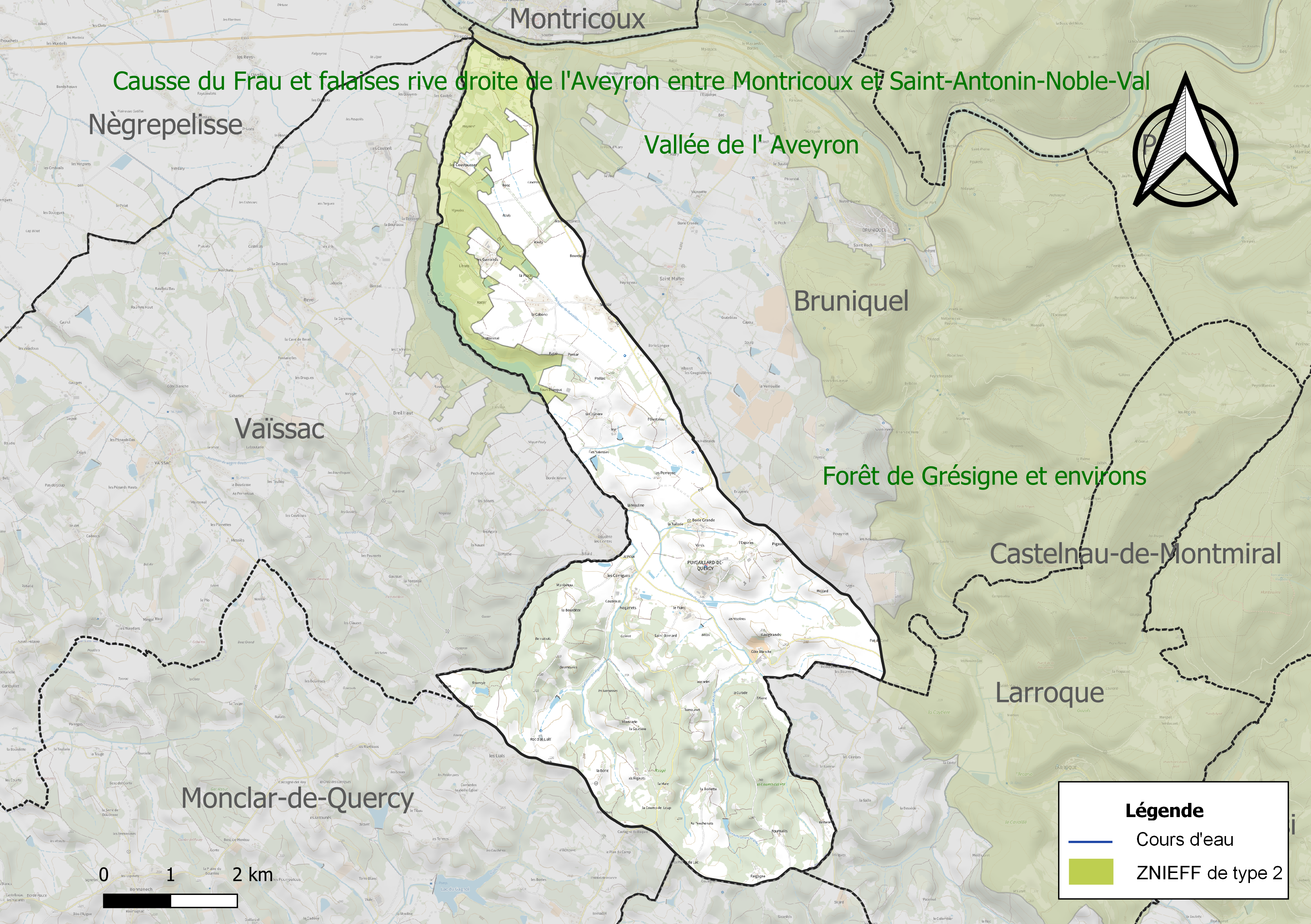
Carte des ZNIEFF de type 2 sur la commune.

## Urbanisme

### Typologie
Au 1er janvier 2024, Puygaillard-de-Quercy est catégorisée commune rurale à habitat très dispersé, selon la nouvelle grille communale de densité à sept niveaux définie par l'Insee en 2022.
Elle est située hors unité urbaine. Par ailleurs la commune fait partie de l'aire d'attraction de Montauban, dont elle est une commune de la couronne,. Cette aire, qui regroupe 50 communes, est catégorisée dans les aires de 50 000 à moins de 200 000 habitants,.

### Occupation des sols
L'occupation des sols de la commune, telle qu'elle ressort de la base de données européenne d’occupation biophysique des sols Corine Land Cover (CLC), est marquée par l'importance des territoires agricoles (67,5 % en 2018), en augmentation par rapport à 1990 (66,6 %). La répartition détaillée en 2018 est la suivante : 
terres arables (44,1 %), forêts (31,3 %), zones agricoles hétérogènes (17,8 %), prairies (5,6 %), eaux continentales (1,1 %). L'évolution de l’occupation des sols de la commune et de ses infrastructures peut être observée sur les différentes représentations cartographiques du territoire : la carte de Cassini (XVIIIe siècle), la carte d'état-major (1820-1866) et les cartes ou photos aériennes de l'IGN pour la période actuelle (1950 à aujourd'hui).

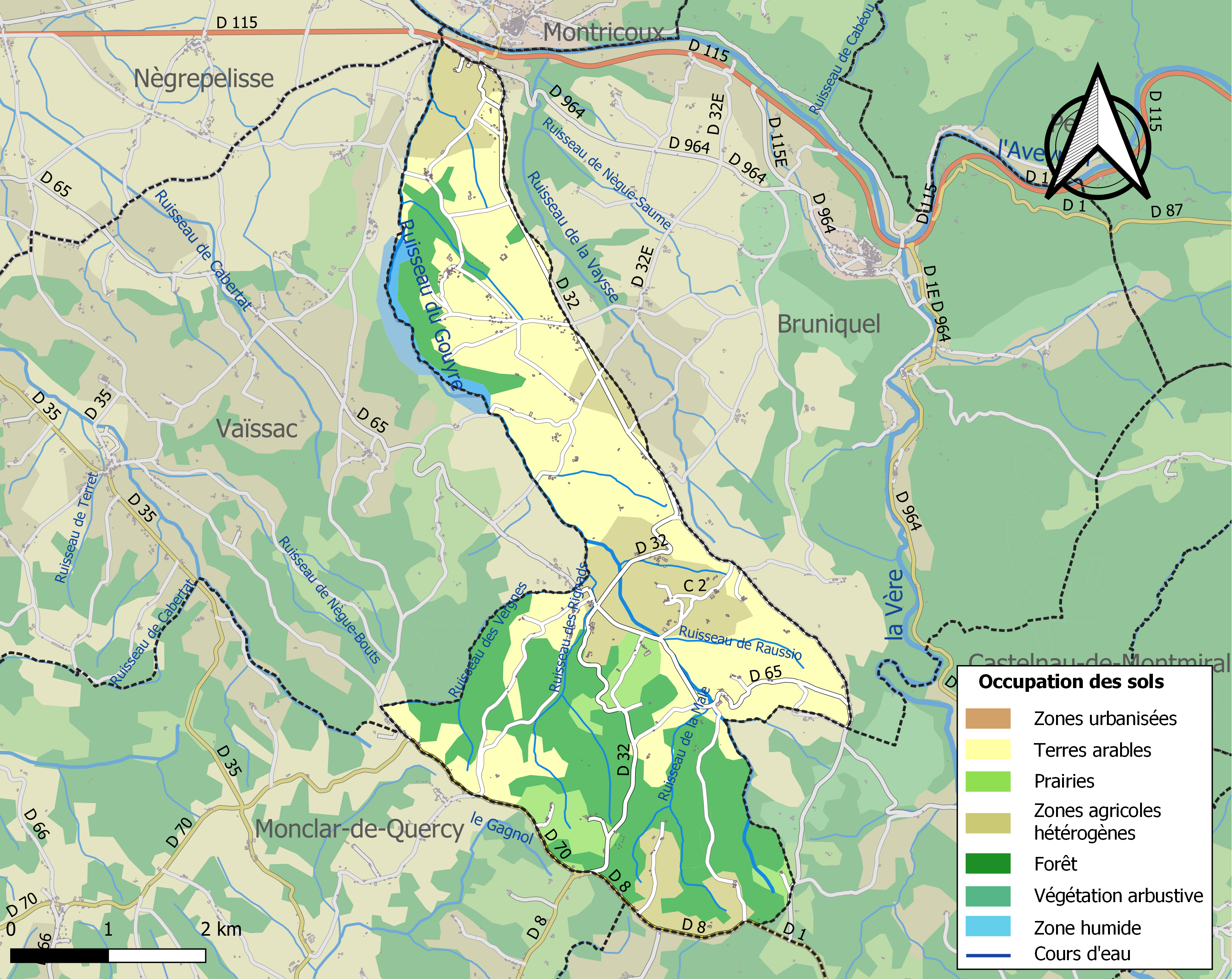
Carte des infrastructures et de l'occupation des sols de la commune en 2018 (CLC).

### Risques majeurs
Le territoire de la commune de Puygaillard-de-Quercy est vulnérable à différents aléas naturels : météorologiques (tempête, orage, neige, grand froid, canicule ou sécheresse), inondations, feux de forêts, mouvements de terrains et séisme (sismicité très faible). Il est également exposé à un risque technologique,  le transport de matières dangereuses. Un site publié par le BRGM permet d'évaluer simplement et rapidement les risques d'un bien localisé soit par son adresse soit par le numéro de sa parcelle.

#### Risques naturels
Certaines parties du territoire communal sont susceptibles d’être affectées par le risque d’inondation par débordement de cours d'eau, notamment le ruisseau du Gouyré. La cartographie des zones inondables en ex-Midi-Pyrénées réalisée dans le cadre du XIe Contrat de plan État-région, visant à informer les citoyens et les décideurs sur le risque d’inondation, est accessible sur le site de la DREAL Occitanie. La commune a été reconnue en état de catastrophe naturelle au titre des dommages causés par les inondations et coulées de boue survenues en 1982, 1999, 2003, 2007, 2008 et 2013,.
Puygaillard-de-Quercy est exposée au risque de feu de forêt du fait de la présence sur son territoire . Le département de Tarn-et-Garonne présentant toutefois globalement un niveau d’aléa moyen à faible très localisé, aucun Plan départemental de protection des forêts contre les risques d’incendie de forêt (PFCIF) n'a été élaboré. Le débroussaillement aux abords des maisons constitue l’une des meilleures protections pour les particuliers contre le feu,.

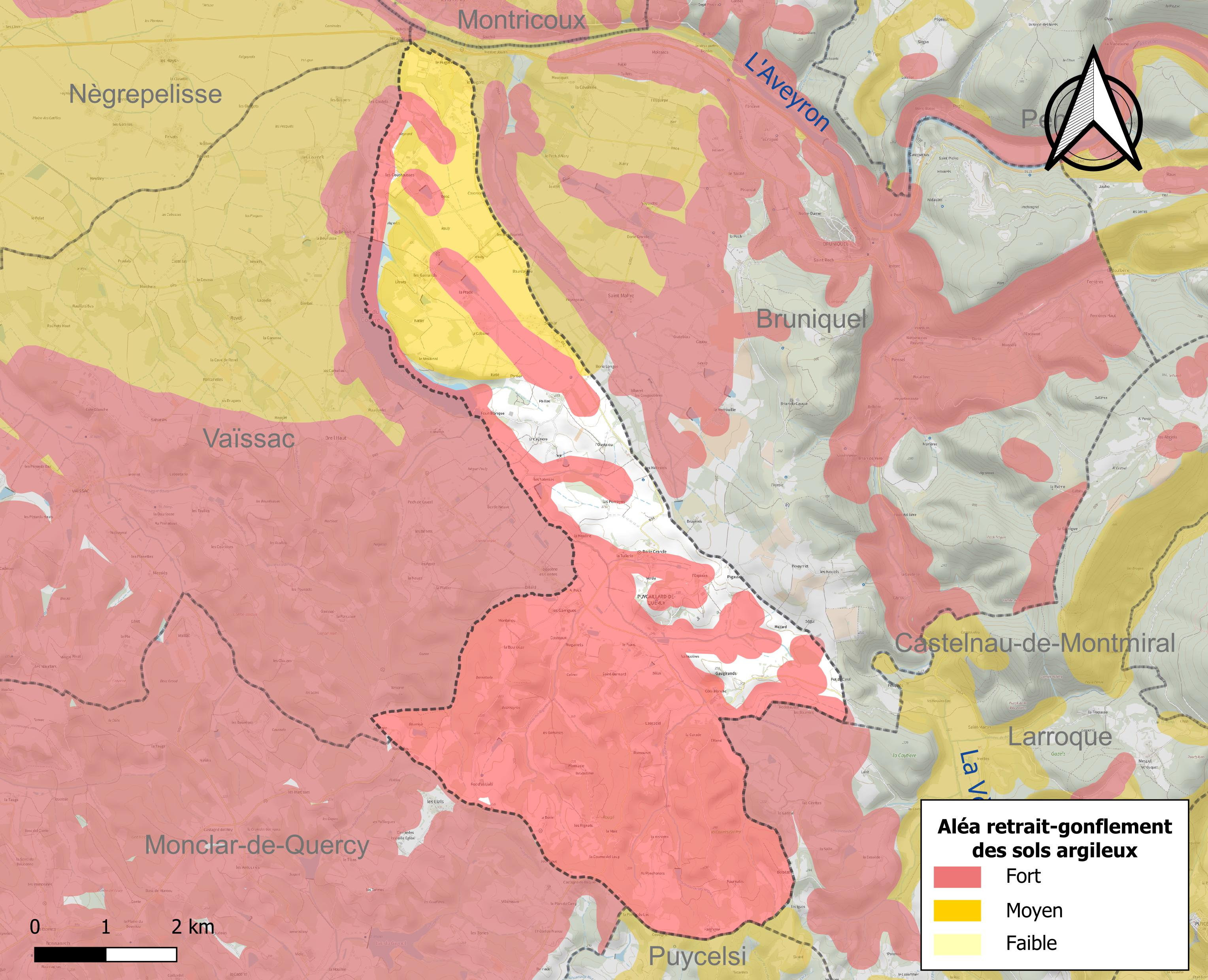
Carte des zones d'aléa retrait-gonflement des sols argileux de Puygaillard-de-Quercy.

Les mouvements de terrains susceptibles de se produire sur la commune sont des tassements différentiels.
Le retrait-gonflement des sols argileux est susceptible d'engendrer des dommages importants aux bâtiments en cas d’alternance de périodes de sécheresse et de pluie. 86 % de la superficie communale est en aléa moyen ou fort (92 % au niveau départemental et 48,5 % au niveau national). Sur les 206 bâtiments dénombrés sur la commune en 2019, 175 sont en aléa moyen ou fort, soit 85 %, à comparer aux 96 % au niveau départemental et 54 % au niveau national. Une cartographie de l'exposition du territoire national au retrait gonflement des sols argileux est disponible sur le site du BRGM,.
Par ailleurs, afin de mieux appréhender le risque d’affaissement de terrain, l'inventaire national des cavités souterraines permet de localiser celles situées sur la commune.
Concernant les mouvements de terrains, la commune a été reconnue en état de catastrophe naturelle au titre des dommages causés par la sécheresse en 1989, 2003, 2006, 2009, 2011 et 2012 et par des mouvements de terrain en 1999.

#### Risques technologiques
Le risque de transport de matières dangereuses sur la commune est lié à sa traversée par des infrastructures routières ou ferroviaires importantes ou la présence d'une canalisation de transport d'hydrocarbures. Un accident se produisant sur de telles infrastructures est susceptible d’avoir des effets graves sur les biens, les personnes ou l'environnement, selon la nature du matériau transporté. Des dispositions d’urbanisme peuvent être préconisées en conséquence.

## Politique et administration
| Période                                  | Période   | Identité           | Étiquette | Qualité |
| ---------------------------------------- | --------- | ------------------ | --------- | ------- |
| mars 2001                                | mars 2014 | Jean-Louis Dal-Pra |           |         |
| mars 2014                                | 2020      | Nadine Brouchet    |           |         |
| 2020                                     | En cours  | Gaëtan Escalette   |           |         |
| Les données manquantes sont à compléter. |           |                    |           |         |

## Démographie
L'évolution du nombre d'habitants est connue à travers les recensements de la population effectués dans la commune depuis 1793. Pour les communes de moins de 10 000 habitants, une enquête de recensement portant sur toute la population est réalisée tous les cinq ans, les populations de référence des années intermédiaires étant quant à elles estimées par interpolation ou extrapolation. Pour la commune, le premier recensement exhaustif entrant dans le cadre du nouveau dispositif a été réalisé en 2005.

En 2022, la commune comptait 379 habitants, en évolution de −3,81 % par rapport à 2016 (Tarn-et-Garonne : +3,12 %, France hors Mayotte : +2,11 %).
| 1793 | 1800 | 1806 | 1821 | 1831 | 1836 | 1841 | 1846 | 1851 |
| ---- | ---- | ---- | ---- | ---- | ---- | ---- | ---- | ---- |
| 526  | 561  | 579  | 702  | 673  | 691  | 702  | 710  | 720  |

| 1856 | 1861 | 1866 | 1872 | 1876 | 1881 | 1886 | 1891 | 1896 |
| ---- | ---- | ---- | ---- | ---- | ---- | ---- | ---- | ---- |
| 740  | 677  | 630  | 583  | 590  | 522  | 533  | 522  | 502  |

| 1901 | 1906 | 1911 | 1921 | 1926 | 1931 | 1936 | 1946 | 1954 |
| ---- | ---- | ---- | ---- | ---- | ---- | ---- | ---- | ---- |
| 501  | 453  | 448  | 413  | 396  | 364  | 347  | 377  | 351  |

| 1962 | 1968 | 1975 | 1982 | 1990 | 1999 | 2005 | 2006 | 2010 |
| ---- | ---- | ---- | ---- | ---- | ---- | ---- | ---- | ---- |
| 356  | 308  | 265  | 296  | 274  | 271  | 297  | 298  | 360  |

| 2015 | 2020 | 2022 | - | - | - | - | - | - |
| ---- | ---- | ---- | - | - | - | - | - | - |
| 387  | 373  | 379  | - | - | - | - | - | - |

## Économie

### Revenus
En 2018, la commune compte 151 ménages fiscaux, regroupant 381 personnes. La médiane du revenu disponible par unité de consommation est de 20 170 € (20 140 € dans le département).

### Emploi
|                | 2008  | 2013   | 2018   |
| -------------- | ----- | ------ | ------ |
| Commune        | 8,8 % | 10,5 % | 8,5 %  |
| Département    | 8,4 % | 10,2 % | 10,3 % |
| France entière | 8,3 % | 10 %   | 10 %   |

En 2018, la population âgée de 15 à 64 ans s'élève à 219 personnes, parmi lesquelles on compte 81,6 % d'actifs (73,1 % ayant un emploi et 8,5 % de chômeurs) et 18,4 % d'inactifs,. En  2018, le taux de chômage communal (au sens du recensement) des 15-64 ans est inférieur à celui de la France et du département, alors qu'en 2008 la situation était inverse.
La commune fait partie de la couronne de l'aire d'attraction de Montauban, du fait qu'au moins 15 % des actifs travaillent dans le pôle,. Elle compte 37 emplois en 2018, contre 42 en 2013 et 39 en 2008. Le nombre d'actifs ayant un emploi résidant dans la commune est de 160, soit un indicateur de concentration d'emploi de 23,2 % et un taux d'activité parmi les 15 ans ou plus de 59,7 %.
Sur ces 160 actifs de 15 ans ou plus ayant un emploi, 33 travaillent dans la commune, soit 21 % des habitants. Pour se rendre au travail, 90,3 % des habitants utilisent un véhicule personnel ou de fonction à quatre roues, 1,9 % s'y rendent en deux-roues, à vélo ou à pied et 7,7 % n'ont pas besoin de transport (travail au domicile).

### Activités hors agriculture
26 établissements sont implantés  à Puygaillard-de-Quercy au 31 décembre 2019.
Le secteur du commerce de gros et de détail, des transports, de l'hébergement et de la restauration est prépondérant sur la commune puisqu'il représente 26,9 % du nombre total d'établissements de la commune (7 sur les 26 entreprises implantées  à Puygaillard-de-Quercy), contre 29,7 % au niveau départemental.

### Agriculture
La commune est dans les Causses du Quercy, une petite région agricole située dans l'est du département de Tarn-et-Garonne. En 2020, l'orientation technico-économique de l'agriculture  sur la commune est la polyculture et/ou le polyélevage. 
|               | 1988 | 2000 | 2010 | 2020  |
| ------------- | ---- | ---- | ---- | ----- |
| Exploitations | 11   | 9    | 6    | 26    |
| SAU (ha)      | 633  | 703  | 800  | 1 247 |

Le nombre d'exploitations agricoles en activité et ayant leur siège dans la commune est passé de 11 lors du recensement agricole de 1988  à 9 en 2000 puis à 6 en 2010 et enfin à 26 en 2020, soit une augmentation de 136 % en 32 ans. Le même mouvement est observé à l'échelle du département qui a perdu pendant cette période 57 % de ses exploitations,. La surface agricole utilisée sur la commune a quant à elle augmenté, passant de 633 ha en 1988 à 1 247 ha en 2020. Parallèlement la surface agricole utilisée moyenne par exploitation a baissé, passant de 58 à 48 ha.

## Fait divers
Le 30 octobre 1952 vers 18 h, une tornade s'est produite à l'est de la commune de Puygaillard-de-Quercy, engendrant de gros dommages aux habitations et fermes. Cette tornade a été classé F2, soit des vents supérieurs à 200 km/h. Elle a parcouru environ 6 km et faisait 200 mètres de large. Le phénomène a duré environ 15 minutes.
Une autre tornade a eu lieu le 15 août 2007 en début de soirée, venant de Vaïssac et se dirigeant ensuite vers Bruniquel, frappant donc plutôt l'ouest de la commune ; elle a duré une dizaine de minutes, avec des pointes allant jusqu'à 160 km/h. Beaucoup de dégâts également.

## Culture locale et patrimoine

### Lieux et monuments

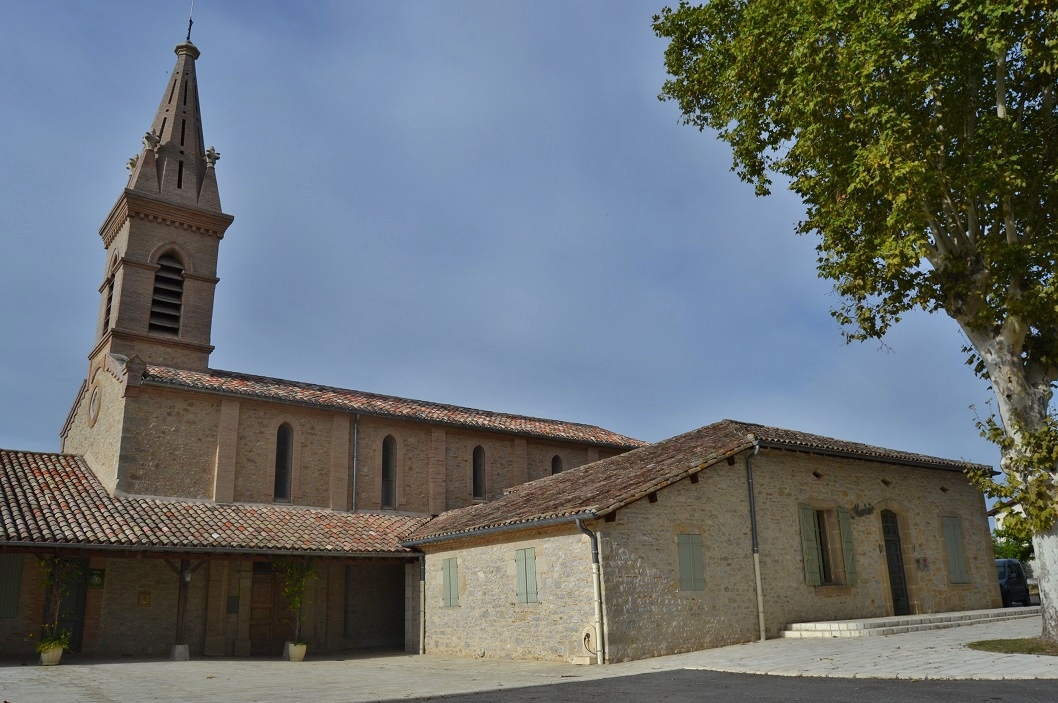
Église Saint-Léonard de Puygaillard-de-Quercy.

- Église paroissiale Saint-Léonard de Puygaillard-de-Quercy.
- Le lac du Gouyré se trouve en partie sur la commune.

## Pour approfondir